# Eulogio Díaz del Corral
Eulogio Díaz del Corral és un pintor, poeta i educador, nascut a Zarza la Mayor (Extremadura) l'any 1950, però mallorquí d'adopció.

## Biografia
Seguidor de la filosofia de la compassió, es va adherir al moviment de l'educació no-violenta i pacificadora l'any 1971 i va fundar el primer Grup d'Amics del Dia Escolar de la No-violència i la Pau. Ha assistit a reunions i congressos nacionals i internacionals sobre aquest tema (Fòrum per la Pau i Congrés Mundial d'Educació per al Desarmament, a París; Primer Fòrum Europeu d'Educació i Cultura per a la Pau, a Brussel·les; Trobades de les Escoles Associades a la UNESCO a Madrid, Crevillent i Granada, etc.) 
Coordinador adjunt del Dia Escolar de la No-violència i la Pau (DENIP) i amic personal de Lanza del Vasto, ha residit onze anys a Mallorca, on ha exercit la seva docència i on segueix fent freqüents estades. Actualment viu a Andalusia, dedicat a la pintura, la reflexió i la poesia. Els seus dibuixos pacifistes - com a "poeta de la pintura" el va definir el pintor croat Kristian Krekovic - publicats a la revista Ponent quaderns literaris i a les crides anuals en pro del Dia Escolar de la No-violència i la Pau han fet la volta al món, han estat reproduïts repetidament a publicacions de diferents països i han estat valorats molt positivament internacionalment.
El seu ideari s'exposa especialment a la seva "Educación para la Convivencia", a la seva "Historia del pensamiento pacifista y no-violento contemporáneo" i als seus decàlegs "Per què som pacifista" i "Per què som vegetarià", i també en el seu codicil "Últimos consejos dirigidos a todos mis alumnos en la despedida como profesor".
Poemes seus han estat inclosos a l'Antología Poética, III Encuentro Hispanomarroquí de Poesía Trina Mercader (Tetuan, 2013), en el llibre col·lectiu solidari Palabras a tiempo. Recopilando hebras de sueño (Cadis, 2014) i a l'Antología poética Estrechando para la Paz, IV Encuentro Hispano-Marroquí de Poesía (Tetuan, 2014).

## Reconeixements
Pel seu pensament i la seva obra literària i artística ha estat nomenat Animalista Cèlebre pel col·lectiu Els Animals tenen la Paraula, Ambaixador de la Pau pel Cercle Universel des Ambassadeurs de la Paix de Ginebra (Suïssa) i inclòs a la web d'Extremenys Il·lustres.

## Obra

### Obra literària
- "Educación para la Convivencia", en col·laboració amb En Llorenç Vidal, (1978).
- “Historia del pensamiento pacifista y no-violento contemporáneo" (1985).
- "Ideario No-violento", en col·laboració amb En Llorenç Vidal, (1987).
- "Haikais mallorquins" (2002).
- "Artículos / Articles" (2006)
- Pensamientos sobre la Compasión (2018)
- Momentos (Selección Poética) (2019)
- Pastorcitos de Belén, Cuadro escénico para niños de 5, 6 y 7 años (1997/2021)

### Antologies Poètiques
- Antología Poética, III Encuentro Hispanomarroquí de Poesía Trina Mercader (Tetuan, 2013)
- Llibre col·lectiu solidari Palabras a tiempo. Recopilando hebras de sueño (Cadis, 2014)
- Antologia poètica Estrechando para la paz, IV Encuentro Hispano-Marroquí de Poesía (Tetuan, 2014)
- Calle de Agua, Frontera Salada, Antología poética, (Tetuan, 2017)
- Antología poética Entre dos Aguas... en homenaje a Paco de Lucía (VII Encuentro Hispano Marroquí de Poesía, Tetuan 2018).
- Antología poética Arribar al Feddan, Encuentro de Escritores en el 2020, Tetuan, 2020.
- Antología poética Despedida en Tetuán, IX Encuentro Hispano Marroquí de Poesía, Tetuán, 2022.

### Obra plàstica
La seva obra pictòrica comprèn el paisatge, la figura, el retrat, les flors i l'orientalisme. El seu oli Krishna de la Pau figura a la "Historia de la pintura contemporánea en Mallorca. Del Impresionismo a nuestros días" (Palma) de Gaspar Sabater i nombrosos dels seus dibuixos i dels seus olis han il·lustrat els quaderns literaris Ponent (Mallorca) i la portada de la revista cultural "Tántalo" (Cadis).